# 조이 에스더
조이 에스더(Joy Esther, 1984년 6월 14일 ~ )는 프랑스의 배우, 가수이다.